# Josh Wolff
Joshua David „Josh“ Wolff (* 25. Februar 1977 in Stone Mountain, Georgia) ist ein ehemaliger US-amerikanischer Fußballspieler und heutiger -trainer.
Der Stürmer spielte von 1999 bis 2008 für die US-amerikanische Nationalmannschaft und verbrachte den größten Teil seiner Karriere als Spieler bei Mannschaften in der Major League Soccer. Von 2006 bis 2008 spielte er beim TSV 1860 München, was seine einzige Auslandsstation war.

## Karriere als Spieler
Wolff gab nach zwei Jahren bei der Mannschaft der University of South Carolina 1998 sein Debüt im bezahlten Fußball bei Chicago Fire. Er erzielte in der ersten Saison acht Tore in 14 Spielen, die bis dato meisten für einen Rookie. In den insgesamt fünf Jahren in Chicago konnte er trotz vieler Verletzungen 32 Tore erzielen und sich damit für das Team USA empfehlen. Aus Kostengründen wurde Josh Wolff dennoch zur Saison 2003 an die Wizards aus Kansas City verkauft, wo er bis zum Ende der 2006er-Saison aktiv war. Am 6. Dezember 2006 unterschrieb er beim Zweitligisten TSV 1860 München einen Vertrag bis zum Sommer 2008. In eineinhalb Jahren bei den „Löwen“ gelangen ihm in 42 Einsätzen nur 2 Treffer. Sein Vertrag wurde nicht verlängert. Er kehrte daraufhin zu seinem früheren Verein in Kansas City zurück. Von 2011 bis 2012 spielt er für D.C. United.
Josh Wolff absolvierte für die Nationalmannschaft der Vereinigten Staaten seinen Einstand am 8. September 1999 gegen Mexiko, bisher hat er (Stand September 2007) 48 A-Länderspiele absolviert und erzielte dabei acht Tore. Er spielte sowohl bei der Weltmeisterschaft 2002 als auch bei den Olympischen Spielen 2000 für die USA. Bei der Weltmeisterschaft 2006 ist er einmal zum Einsatz gekommen.

## Karriere als Trainer
Wolff arbeitete nach seinem Karriereende in der Saison 2013 als Co-Trainer bei seinem ehemaligen Team D.C. United in der Major League Soccer. Von der Saison 2014 bis zum Ende der Saison 2018 war als Assistenztrainer bei der Columbus Crew tätig. Anschließend wurde er Co-Trainer unter Gregg Berhalter bei der Fußballnationalmannschaft der Vereinigten Staaten.
Zur Saison 2021 wurde Wolff der erste Cheftrainer des neuen MLS-Franchises Austin FC. Dafür gab er zum Jahresende 2019 die Co-Trainer-Position bei der US-Nationalmannschaft auf.

## Erfolge
- U.S. Open Cup: 1998, 2000 (Chicago Fire)
- MLS Cup: 1998 (Chicago Fire)

## Privates
Wolff ist seit 2000 verheiratet und hat zwei Söhne.